# Азербејџан на Светском првенству у атлетици на отвореном 2022.
Азербејџан је учествовао на 18. Светском првенству у атлетици на отвореном 2022.  одржаном у Јуџину  од 15. јула до 25. јула петнаести пут, односно учествовао је под данашњим именом на свим првенствима од 1993. до данас. Репрезентацију Азербејџана представљале су 2 учеснице које су се такмичиле у 2 дисциплине.,
На овом првенству такмичарке Азербејџана нису освојиле ниједну медаљу, нити су оствариле неки резултат.

## Учесници
Жене:
- Јекатерина Саријева — Троскок
- Хана Скидан — Бацање кладива

## Резултати

### Жене
| Атлетичарка         | Дисциплина     | Лични рекорд | Квалификације | Квалификације | Финале                | Финале  | Детаљи |
| Атлетичарка         | Дисциплина     | Лични рекорд | Резултат      | Место         | Резултат              | Место   | Детаљи |
| ------------------- | -------------- | ------------ | ------------- | ------------- | --------------------- | ------- | ------ |
| Јекатерина Саријева | Троскок        | 13,88        | 13,26         | 14. у гр. Б   | Није се квалификовала | 26 / 28 |        |
| Хана Скидан         | Бацање кладива | 75,29 НР     | 73,32 кв      | 5. у гр. А    | 69,01                 | 11 / 30 |        |